# Weldon Johnson
Weldon Johnson (Dallas, 24 luglio 1973) è un ex mezzofondista statunitense.

## Palmarès
| Anno | Manifestazione             | Sede          | Evento        | Risultato | Prestazione | Note |
| ---- | -------------------------- | ------------- | ------------- | --------- | ----------- | ---- |
| 1999 | Mondiali di mezza maratona | Palermo       | Individuale   | 105º      | 1h14'50"    |      |
| 1999 | Mondiali di mezza maratona | Palermo       | A squadre     |           |             |      |
| 2003 | Giochi Panamericani        | Santo Domingo | 10000 m piani | dnf       | dnf         |      |

## Campionati nazionali
1999
- 14º ai campionati statunitensi di maratona - 2h22'17"

2000
- 17º ai campionati statunitensi, 10000 m piani - 29'29'40"
- 14º ai campionati statunitensi, 5000 m piani - 14'24"31
- 25º ai campionati statunitensi di maratona - 2h24'55"

2001
- 4º ai campionati statunitensi, 10000 m piani - 29'01"40
- 23º ai campionati statunitensi di mezza maratona - 1h08'24"
- 7º ai campionati statunitensi di 20 km su strada, 1h01'56"
- 23º ai campionati statunitensi di corsa campestre - 37'03"

2003
- 4º ai campionati statunitensi, 10000 m piani - 28'06"58

## Altre competizioni internazionali
1999
- 34º alla Maratona di Chicago ( Chicago) - 2h19'52"

2000
- 6º alla Maratona di Las Vegas ( Las Vegas) - 2h23'12"

2001
- 28º alla Maratona di New York ( New York) - 2h21'44"

2002
- 22º alla Maratona di Chicago ( Chicago) - 2h18'10"